# Acacia permixta
Acacia permixta é uma espécie vegetal da família Fabaceae.
Pode ser encontrada nos seguintes países: Botswana, África do Sul e Zimbabwe.